# Азаново (Кемеровская область)
Аза́ново — деревня в Ижморском районе Кемеровской области. Входит в состав Ижморского городского поселения.

## География
Деревня расположена на реке Алчедат. Центральная часть населённого пункта расположена на высоте 175 метров над уровнем моря.

## История
Основана в XIX веке крестьянами Азановыми, по фамилии которых и названа. В основе фамилии тюркское Азан – "межа". Видимо, одного из предков Аза новых (симбирских татар) называли Азаном, т. е. Межой.
Бывший центр Азановского сельсовета Ижморского района. 

## Население
| Год учёта | Статистические сведения | Статистические сведения | Статистические сведения                                         |
| Год учёта | Население               | Домохозяйства           | Объекты социально-экономического и культурного назначения       |
| --------- | ----------------------- | ----------------------- | --------------------------------------------------------------- |
| 1911      | 236                     | 23                      | н/св.                                                           |
| 1968      | 725                     | 205                     | фабрика «Спорт», восьмилетняя школа, клуб, библиотека, медпункт |

По данным Всероссийской переписи населения 2010 года, в деревне Азаново проживает 70 человек (31 мужчина, 39 женщин).